# Новоросійське товариство кам'яновугільного, залізоробного та рейкового виробництв
Новоросійське товариство кам'яновугільного, залізоробного та рейкового виробництв — одне з найбільших іноземних акціонерних товариств, що діяло у вітчизняній чорній металургії 2-ї половини 19 — початку 20 ст. Створене 1868 на англійські кошти; правління — у Лондоні, відповідальна агенція — у Санкт-Петербурзі. Історія товариства тісно пов'язана з ім'ям британського підприємця інженера Дж. Юза. В Україні товариству належали заснований 1871—72 в районі с. Олександрівка Катеринославської губернії чавуноливарно-залізоробний завод та низка навколишніх кам'яновугільних копалень. У період з 1870 по 1912 основний капітал товариства зріс із 0,3 до 12 млн фунтів стерлінгів, причому левова частка його була спрямована на розвиток саме власного металургійного виробництва. Завод «Н.т.к.,з. та р.в.» з перших днів діяв за закінченим циклом (плавка чавуну — вироблення заліза — прокатка), що давало змогу швидко нарощувати потужність. 1874 на ньому працювало 1806, а в 1890 — уже 6326 осіб, причому подібного роду стрімка концентрація робочої сили в одному місці привела незабаром до виникнення тут нового населеного пункту — містечка Юзівка (нині м. Донецьк). Напередодні Першої світової війни завод виробляв сталеві рейки всіх типів, листове, сортове та фасонне залізо, мартенівську й бесемерівську крицю, ливарний, передільний і спеціальний чавун, шахтові вагонетки, вогнетривку цеглу. У його цехах уперше в Російській імперії було налагоджено коксове виробництво, пудлінгування тощо. У січні 1918 адміністрація товариства та все його майно були націоналізовані більшовиками. 1922 завод колишнього «Н.т.к.,з. та р.в.» отримав статус Юзівського державного металургійного заводу. З 1924 по 1961 — Сталінський, з 1961 — Донецький металургійний завод. На сучасному етапі на Донецькому металургійному заводі введено в дію нові технології, він забезпечує споживача чавуном, високими сортами якісної криці. Вугільні копальні «Н.т.к., з. та р.в.» за радянської влади спочатку підпорядковувалися місцевому окружному управлінню Центрального правління кам'яновугільної промисловості, а з серед. 1960-х рр. стали основою державного об'єднання «Донецьквугілля».